# 𐤅
La wau (𐤅‏‏) es la sexta letra del alfabeto fenicio. Representaba el sonido cerrado y posterior transliterado como /w/ o /u:/. De esta letra derivan la waw siríaca (ܘ), la waw hebrea (ו), la wāw árabe (و), las digamma o ϝαυ, wau (Ϝ) e ípsilon (Υ) griegas, las F, V, Y, U y W latinas y las Ѵ, У y Ў cirílicas.
Debido a la pronunciación semivocálica de esta letra, da su nombre al fenómeno lingüístico wau. 

## Historia

### Origen
Literalmente significa «anzuelo» o «lanza» y probablemente deriva de un glifo con el mismo significado. De hecho, en hebreo moderno וָו vav significa tanto «anzuelo» como el nombre de esta letra (que también se puede escribir וי״ו).
| Egipcio | Protosinaítico | Fenicio |
| ------- | -------------- | ------- |
| 𓌉       |                | 𐤅       |

### Correspondencia egipcia
En jeroglífico egipcio el sonido /w/ se puede representar de dos formas. La primera es utilizando el jeroglífico de "pollito de codorniz"; en este caso el sonido de este jeroglífico será /w/o/u/. La segunda manera de representarlo es utilizando un "rizo"; en este caso el sonido de este jeroglífico será /w/o/u̯/.
| G43 | Z7 |

| G43 | Z7 |

### Evolución
| Fenicio | Púnico | Arameo   | Arameo  | Arameo | Arameo    |
| Fenicio | Púnico | Imperial | Nabateo | Hatreo | Palmireno |
| ------- | ------ | -------- | ------- | ------ | --------- |
|         |        |          |         |        |           |

## Descendientes

### Alfabeto árabe
En árabe esta letra se llama واو ['waːw] (wāw) y está en la posición penúltima del alfabeto, justo antes de ya (ي). Es una letra lunar. 
Representa el sonido semiconsonántico /w/. Además, esta letra se utiliza para alargar la vocal corta damma: (بو) [buː].
| Posición | Aislada | Final | Media | Inicial |
| -------- | ------- | ----- | ----- | ------- |
| Forma:   | و       | ـو    | ـو    | و       |

Representa el sonido /w/. Además, esta letra se utiliza para alargar la vocal corta damma : (بو) [buː].
Wāw, a diferencia de la mayoría de letras del alfabeto árabe, no se une a la siguiente letra de la palabra, de ahí que la forma inicial coincida con la aislada. 

### Alfabeto hebreo
En hebreo se escribe como ו, el nombre completo en hebreo es וָו, transcrito como vav.
En un principio, la vav representaba la consonante aproximante labiovelar sonora [w]. No obstante,  se emplea también como mater lectionis para transcribir las vocales [o] y [u]. En hebreo moderno, la vav también representa la consonante fricativa labiodental sonora [v].

### Alfabeto siríaco
En el alfabeto siríaco, la sexta letra es ܘ, waw (ܘܐܘ), que se pronuncia [w]. Cuando se usa como mater lectionis, una waw con un punto "encima" de la letra se pronuncia [o] y una waw con un punto debajo de la letra se pronuncia [u]. Waw tiene un valor numérico alfabético de 6.
| Waw            |
| -------------- |
| Madnḫaya Waw   |
| Esṭrangela Waw |
| Serṭo Waw      |

## Unicode
| Carácter      | ו                 | ו                 | و                 | و                 | ܘ                 | ܘ                 | ࠅ                    | ࠅ                    | וּ                             | וּ                             | וֹ                            | וֹ                            |
| ------------- | ----------------- | ----------------- | ----------------- | ----------------- | ----------------- | ----------------- | -------------------- | -------------------- | ----------------------------- | ----------------------------- | ---------------------------- | ---------------------------- |
| Unicode       | HEBREW LETTER VAV | HEBREW LETTER VAV | ARABIC LETTER WAW | ARABIC LETTER WAW | SYRIAC LETTER WAW | SYRIAC LETTER WAW | SAMARITAN LETTER BAA | SAMARITAN LETTER BAA | HEBREW LETTER VAV WITH DAGESH | HEBREW LETTER VAV WITH DAGESH | HEBREW LETTER VAV WITH HOLAM | HEBREW LETTER VAV WITH HOLAM |
| Codificación  | decimal           | hex               | decimal           | hex               | decimal           | hex               | decimal              | hex                  | decimal                       | hex                           | decimal                      | hex                          |
| Unicode       | 1493              | U+05D5            | 1608              | U+0648            | 1816              | U+0718            | 2053                 | U+0805               | 64309                         | U+FB35                        | 64331                        | U+FB4B                       |
| UTF-8         | 215 149           | D7 95             | 217 136           | D9 88             | 220 152           | DC 98             | 224 160 133          | E0 A0 85             | 239 172 181                   | EF AC B5                      | 239 173 139                  | EF AD 8B                     |
| Ref. numérica | &#1493;           | &#x5D5;           | &#1608;           | &#x648;           | &#1816;           | &#x718;           | &#2053;              | &#x805;              | &#64309;                      | &#xFB35;                      | &#64331;                     | &#xFB4B;                     |

| Carácter      | 𐎆                  | 𐎆                  | 𐡅                           | 𐡅                           | 𐤅                     | 𐤅                     |
| ------------- | ------------------ | ------------------ | --------------------------- | --------------------------- | --------------------- | --------------------- |
| Unicode       | UGARITIC LETTER WO | UGARITIC LETTER WO | IMPERIAL ARAMAIC LETTER WAW | IMPERIAL ARAMAIC LETTER WAW | PHOENICIAN LETTER WAU | PHOENICIAN LETTER WAU |
| Codificación  | decimal            | hex                | decimal                     | hex                         | decimal               | hex                   |
| Unicode       | 66438              | U+10386            | 67653                       | U+10845                     | 67845                 | U+10905               |
| UTF-8         | 240 144 142 134    | F0 90 8E 86        | 240 144 161 133             | F0 90 A1 85                 | 240 144 164 133       | F0 90 A4 85           |
| Ref. numérica | &#66438;           | &#x10386;          | &#67653;                    | &#x10845;                   | &#67845;              | &#x10905;             |